# Administración Nacional de Usinas y Transmisiones Eléctricas
A Administração Nacional de Usinas e Transmissões Elétricas del Estado, conhecida pela sigla UTE, é a empresa estatal de produção, fornecimento e distribuição de energia elétrica no Uruguai que opera em regime de monopólio. Possui aproximadamente 1.500.000 clientes entre pequenos, médios e grandes consumidores.

## Criação
A empresa foi criada em 21 de outubro de 1912, quando foi promulgada uma lei que deu origem a esta empresa pública, no quadro do impulso reformista e modernizador dos sucessivos governos batllistas.
Em sua lei de criação, foi estabelecida a desapropriação da então Usina Elétrica de Montevidéu e da Companhia de Luz Elétrica, ambas empresas privadas com participação estatal até o momento de sua desapropriação.
A partir de 1931, em mais um impulso às reformas batlistas, a telefonia que até então estava na órbita da Administración General de Correos, Telégrafos y Teléfonos passou a fazer parte da Administración de las Usinas Eléctricas del Estado, por isso seu nome foi alterado para Administración General de las Usinas y Teléfonos del Estado.
Pela resolução número 4.016, de 16 de abril de 1932, a sigla UTE foi adotada para designar a Administração Nacional de Usinas e Telefonias do Estado.
A partir de 1974, no âmbito da Ditadura Cívico-Militar, decidiu-se separar as funções de produção e distribuição de energia elétrica das funções telefônicas, separando-as em duas empresas especializadas, uma de telecomunicações, Administração Nacional de Telecomunicações e a outra do setor elétrico, passando a ter seu nome atual. 
O Palacio de la Luz é a sede da referida entidade, e é uma obra do arquiteto Román Fresnedo Siri.

## Geração de energia
A empresa possui três hidrelétricas localizadas no rio Negro: a Barragem Rincón del Bonete, a Barragem Baygorria e a Barragem Palmar, conhecida como Constitución. Além disso, opera uma usina hidrelétrica binacional, a Barragem de Salto Grande, no rio Uruguai, da qual a UTE adquire a energia correspondente ao Uruguai.

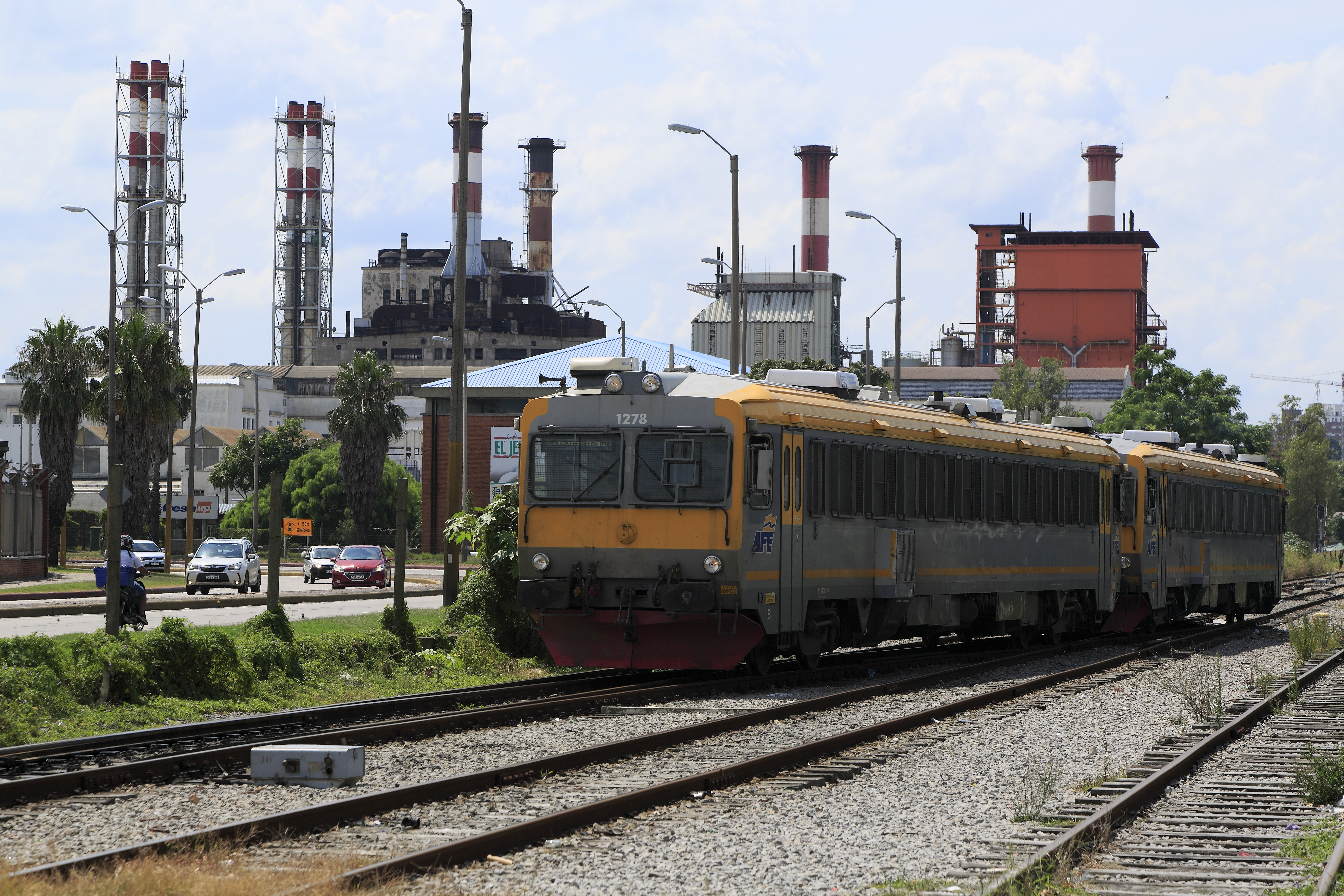
Central Termelétrica Batlle y Ordóñez, em Montevidéu

Em relação às termelétricas, a empresa conta com a Central José Batlle y Ordóñez, que abriga quatro grupos geradores movidos por turbinas a vapor (atualmente desativados). Possui também oito motores a óleo combustível, cada um com capacidade de 10 MW. A Usina Termelétrica Backup La Tablada possui duas turbinas a gás, enquanto a Usina Punta del Tigre A possui oito turbinas a gás natural ou diesel. Por outro lado, a Usina Punta del Tigre B opera em ciclo combinado de 530 MW de potência, equipada com duas turbinas a gás e uma turbina a vapor, com capacidade de utilizar gás natural e óleo diesel como combustível.
Além disso, a UTE administra uma planta de gás de 20 MW localizada em Maldonado, que utiliza gás de decomposição de aterros sanitários (metano). Esta instalação é propriedade da administração do departamento.

### Atividades
A Lei 16.832/1997 dispõe que somente as atividades de transmissão, transformação e distribuição de energia elétrica terão caráter de serviço público desde que sejam atribuídas total ou parcialmente a terceiros de forma regular e permanente, de modo que as atividades de geração, importação, a exportação e comercialização de energia elétrica não constituem um serviço público. À prestação do serviço público soma-se a concorrência, acrescentando-se a tarefa de exercer qualquer uma das atividades do setor elétrico. 
Pelo Decreto 276/002, as atividades de transmissão, transformação e distribuição, consideradas serviços públicos, podem ser realizadas pela UTE ou por concessão.

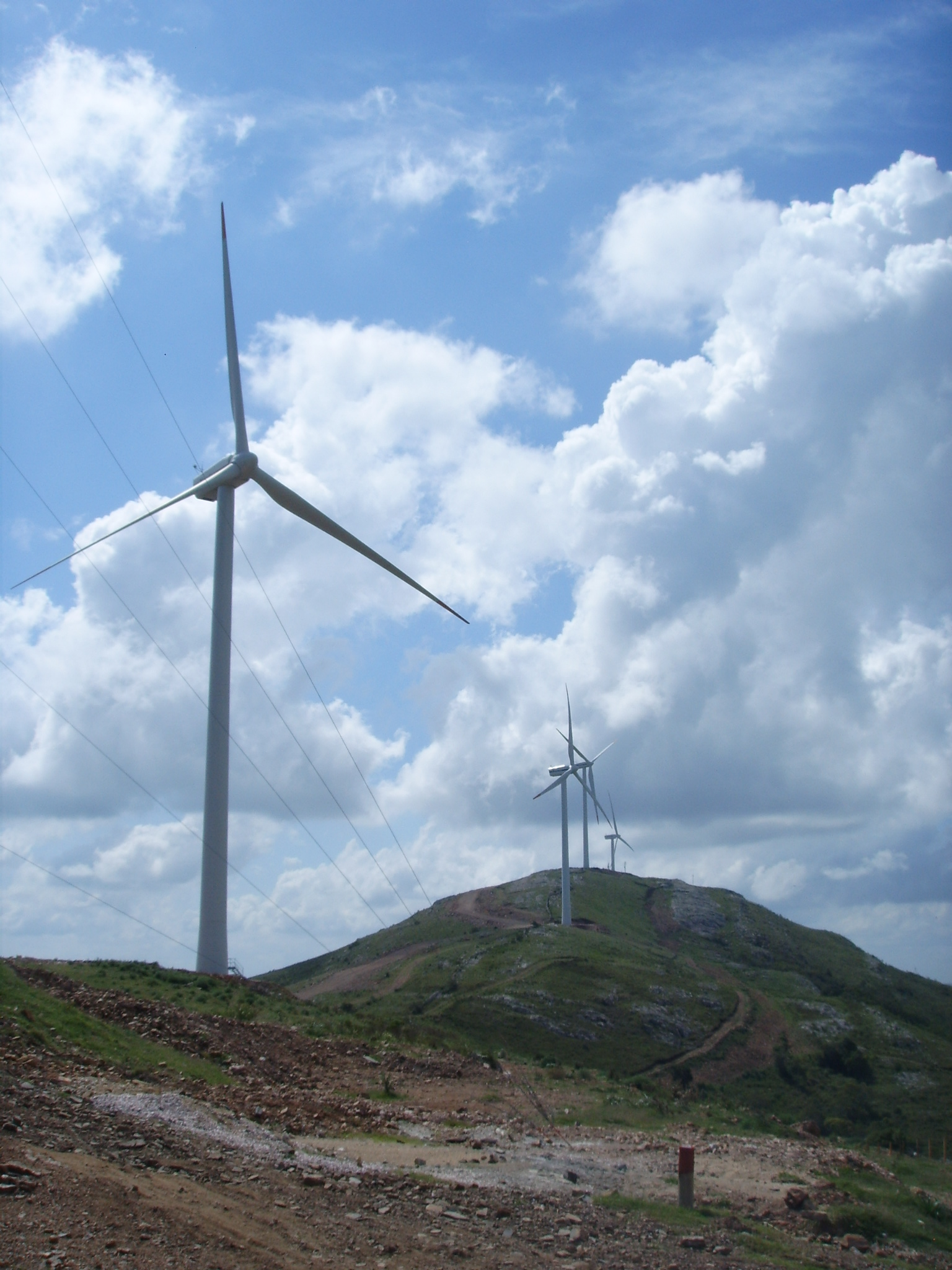
Parque Eólico Sierra de los Caracoles

De acordo com o Regulamento do Mercado Atacadista de Energia Elétrica, em seu artigo terceiro, a geração, a importação, a exportação e a comercialização não são serviços públicos, mas são regidas por disposições especiais.

### Mudança na matriz energética
Nos últimos anos, o Uruguai viveu uma mudança radical na matriz energética. Deixou de depender do petróleo e dos seus derivados para gerar a maior parte da sua energia a partir de fontes renováveis e sustentáveis.
A UTE possui também três parques eólico: o Parque Eólico Sierra de los Caracoles em Maldonado, o Parque Eólico Pampa no departamento de Tacuarembó e o Parque Eólico Arias no departamento de Artigas. Também possui acordos com produtores privados de geração de eletricidade como UPM-Kymmene, Alcoholes del Uruguay, Zenda Leather, e com todos os parques eólicos privados.
Em abril de 2015, entrou em operação o parque eólico Artilleros, com capacidade instalada de 65,1 MW, sendo formado por 31 aerogeradores de 2,1 MW.
Foi constituída a Sociedade de Propósito Específico (SPE) Rouar S.A. entre a UTE e a Eletrobras, com 50% de participação cada.